# Vera Pachennaïa
Vera Nikolaïevna Pachennaïa (en russe : Вера Николаевна Пашенная), née le 19 septembre 1887 à Moscou dans l'Empire russe et morte le 28 octobre 1962 à Moscou (Union soviétique), est une actrice russe puis soviétique.

## Filmographie
- 1918 : Polikouchka de Alexandre Sanine
- 1957 : Ekaterina Voronina de Isidore Annenski
- 1958 : L'Idiot de Ivan Pyriev

## Récompenses et nominations

### Récompenses
- 1937 : Artiste du peuple de l'URSS